# Hydra Amal Chabab
 (septembre 2017).
Si vous disposez d'ouvrages ou d'articles de référence ou si vous connaissez des sites web de qualité traitant du thème abordé ici, merci de compléter l'article en donnant les références utiles à sa vérifiabilité et en les liant à la section « Notes et références ».
Maillots
Le Hydra Athletic Club (en arabe : أمل شباب حيدرة), plus couramment abrégé en Hydra AC ou encore en HAC, est une association sportive constituée de plusieurs sections (Football, Athlétisme, Echecs, Boxe, escrime... etc.) fondée en 1936.
Autrefois appelé le Groupement Sportif Athlétique Hydra (GSAH), il est le club historique du quartier Algérois d'Hydra, prédécesseur du Paradou AC et du Racing Club d'Hydra.
Le choix du nouveau nom a été choisi par Ali Benfadah, inspiré de son ancien club du Havre AC en France. Le changement de nom a eu lieu sous la direction de Rayan Hadj Hamou dans les années 1960.

## Historique
Le HAC est un club omnisports de quartier, sur les hauteurs d'Alger reconnu pour la qualité de son école de football. La grande équipe du HAC dirigée par Ali Benfadah a marqué la deuxième division et s'est distinguée en Coupe d'Algérie de football durant les années 1970 était entre autres composée des joueurs Rezkane, Omar Si Chaïb, Belabed, Hafsi, Mahi, Belkaim, Ouchen Omar, Fernando etc.
Grande formatrice de talents, les habitants de la ville d'Hydra ne cessent de se remémorer l'épopée des Frères Saoudi; Frères Benaissa; ou du talentueux Mehdi Litim, capitaine exemplaire à la frappe de balle magistrale ; Amine Amari et sa défense de fer ; les frères Guendouzi (partis en Angleterre) Guendouz hamidou et aussi de Malek Assas.
En Août 2024 Salah Eddine Bouzidani est élu nouveau président du bureau exécutif du HAC, l'ex président du Tennis est élu par l'assemblée générale.

## Parcours

### Classement en championnat par année
- 1962-63 : D1, Critérium d'Honneur Centre Gr.III, 6e
- 1963-64 : D2, Promotion d'Honneur Centre, 2e
- 1964-65 : D2, Division d'honneur Centre, 6e
- 1965-66 : D2, Division d'honneur Centre, 6e
- 1966-67 : D3, Division d'honneur Centre, 8e
- 1967-68 : D3, Division d'honneur Centre, 12e
- 1968-69 : D4, 1re Division Centre Gr., ?e
- 1969-70 : D?, ?e
- 1970-71 : D?, ?e
- 1971-72 : D?, ?e
- 1972-73 : D?, ?e
- 1973-74 : D?, ?e
- 1974-75 : D?, ?e
- 1975-76 : D?, ?e
- 1976-77 : D?, ?e
- 1977-78 : D?, ?e
- 1978-79 : D?, ?e
- 1979-80 : D?, ?e
- 1980-81 : D?, ?e
- 1981-82 : D?, ?e
- 1982-83 : D?, ?e
- 1983-84 : D?, ?e
- 1984-85 : D?, ?e
- 1985-86 : D3, Division d'honneur Centre Gr, 1re
- 1986-87 : D2, Division 2 Centre, 5e
- 1987-88 : D2, Division 2 Centre, 17e
- 1988-89 : D3, Régional Centre, ?e
- 1989-90 : D3, Régional Centre, 15e
- 1990-91 : D3, Régional Centre, 10e
- 1991-92 : D3, Régional Centre, ?e
- 1992-93 : D3, Régional Centre, ?e
- 1993-94 : D3, Régional Centre, ?e
- 1994-95 : D3, Régional Centre, ?e
- 1995-96 : D3, Régional Centre, ?e
- 1996-97 : D3, Régional Centre, 1re
- 1997-98 : D2, Division 2 Centre, 13e
- 1998-99 : D2, Division 2 Centre, 8e
- 1999-00 : D3, national 2 Centre, 11e
- 2000-00 : D3, Régional 1 Centre, 10e
- 2001-02 : D3, Régional 1 Centre, ?e
- 2002-03 : D3, Régional 1 Centre, ?e
- 2003-04 : D3, R1 Alger, 6e
- 2004-05 : D4, R1 Alger, 15e
- 2005-06 : D?, ?e
- 2006-07 : D?, ?e
- 2007-08 : D?, ?e
- 2008-09 : D?, ?e
- 2009-10 : D?, ?e
- 2010-11 : D?, ?e
- 2011-12 : D?, ?e
- 2012-13 : D?, ?e
- 2013-14 : D?, ?e
- 2014-15 : D?, ?e
- 2015-16 : D?, ?e
- 2016-17 : D?, ?e
- 2017-18 : D?, ?e
- 2018-19 : D?, ?e
- 2019-20 : D?, ?e
- 2020-21 : Saison Blanche
- 2021-22 : D4, R1 Alger groupe A, 7e
- 2022-23 : D4, R1 Alger groupe, e
- 2023-24 : D4, R1 Alger groupe, e
- 2024-25 : D4, R1 Alger groupe, e

### Parcours du HAC en coupe d'Algérie
| Saison  | Tour             | Matchs                | Résultats        |
| ------- | ---------------- | --------------------- | ---------------- |
| 1962-63 | ?                | ?                     | ?                |
| 1963-64 | 1/8 finale       | CA Bordj Bou Arreridj | 1-0              |
| 1964-65 | ?                | ?                     | ?                |
| 1965-66 | ?                | ?                     | ?                |
| 1966-67 | ?                | ?                     | ?                |
| 1967-68 | ?                | ?                     | ?                |
| 1968-69 | ?                | ?                     | ?                |
| 1969-70 | ?                | ?                     | ?                |
| 1970-71 | ?                | ?                     | ?                |
| 1971-72 | ?                | ?                     | ?                |
| 1972-73 | ?                | ?                     | ?                |
| 1973-74 | ?                | ?                     | ?                |
| 1974-75 | ?                | ?                     | ?                |
| 1975-76 | ?                | ?                     | ?                |
| 1976-77 | ?                | ?                     | ?                |
| 1977-78 | ?                | ?                     | ?                |
| 1978-79 | ?                | ?                     | ?                |
| 1979-80 | ?                | ?                     | ?                |
| 1980-81 | ?                | ?                     | ?                |
| 1981-82 | ?                | ?                     | ?                |
| 1982-83 | ?                | ?                     | ?                |
| 1983-84 | ?                | ?                     | ?                |
| 1984-85 | ?                | ?                     | ?                |
| 1985-86 | ?                | ?                     | ?                |
| 1986-87 | ?                | ?                     | ?                |
| 1987-88 | ?                | ?                     | ?                |
| 1988-89 | ?                | ?                     | ?                |
| 1989-90 | N.J              | N.J                   | N.J              |
| 1990-91 | 1/32 finale      | JS Kabylie            | 1-0              |
| 1991-92 | ?                | ?                     | ?                |
| 1992-93 | N.J              | N.J                   | N.J              |
| 1993-94 | ?                | ?                     | ?                |
| 1994-95 | 1/2 finale       | CR Belouizdad         | 0-2              |
| 1995-96 | ?                | ?                     | ?                |
| 1996-97 | 4e tour          | WB Aïn Benian         | 1-1 (tab)        |
| 1997-98 | 1/16 de finale   | IRB Laghouat          | 1-1 ap (tab 7-8) |
| 1998-99 | ?                | ?                     | ?                |
| 1999-00 | ?                | ?                     | ?                |
| 2000-01 | ?                | ?                     | ?                |
| 2001-02 | ?                | ?                     | ?                |
| 2002-03 | ?                | ?                     | ?                |
| 2003-04 | ?                | ?                     | ?                |
| 2004-05 | ?                | ?                     | ?                |
| 2005-06 | ?                | ?                     | ?                |
| 2006-07 | ?                | ?                     | ?                |
| 2007-08 | ?                | ?                     | ?                |
| 2008-09 | ?                | ?                     | ?                |
| 2009-10 | ?                | ?                     | ?                |
| 2010-11 | ?                | ?                     | ?                |
| 2011-12 | 1/64 de finale   | ES Azeffoun           | 2-0              |
| 2012-13 | Avant dernier TR | MB Bouira             | ?                |
| 2013-14 | 1/16 de finale   | A Bou Saada           | 2-0 a.p          |
| 2014-15 | Avant dernier TR | NARB Reghaia          | 2-1              |
| 2015-16 | ?                | ?                     | ?                |
| 2016-17 | ?                | ?                     | ?                |
| 2017-18 | ?                | ?                     | ?                |
| 2018-19 | ?                | ?                     | ?                |
| 2019-20 | ?                | ?                     | ?                |